# Joseph Marie Combes
Pour les articles homonymes, voir Combes.
Joseph Marie Combes est un homme politique français né le 14 août 1793 à Villecomtal (Aveyron) et mort le 31 décembre 1867 à Villecomtal.

## Biographie
Curé de la paroisse de Saint-Amans à Rodez, il est député de l'Aveyron de 1849 à 1851, siégeant à droite.

## Sources
- « Joseph Marie Combes », dans Adolphe Robert et Gaston Cougny, Dictionnaire des parlementaires français, Edgar Bourloton, 1889-1891 [détail de l’édition]